# Oscar Chamberlain
Oscar Chamberlain (* 15. Januar 2005 in Canberra) ist ein australischer Radrennfahrer, der auf der Straße aktiv ist.

## Sportlicher Werdegang
Als Junior machte Chamberlain vorrangig als Zeitfahrer auf sich aufmerksam. 2023 kürte er sich bei den Straßenradsport-Weltmeisterschaften zum Junioren-Weltmeister im Einzelzeitfahren. Mit seinen Leistungen im Einzelzeitfahren legte er auch den Grundstein für Top-Platzierungen bei verschiedenen Etappenrennen, unter anderem als Sieger der Watersley Junior Challenge, Zweiter der Guido Reybrouck Classic und Dritter des Sint-Martinusprijs Kontich.
Mit dem Wechsel in die U23 wurde Chamberlain 2024 Mitglied im Decathlon AG2R La Mondiale Team. Bestes Ergebnis für das Nachwuchsteam war ein dritter Etappenrang bei der Alpes Isère Tour. Nachdem er 2024 bereits mehrfach für das UCI WorldTeam an den Start gegangen war, erhielt er zur Folgesaison einen Profivertrag beim Decathlon AG2R La Mondiale Team.

## Erfolge
2022
- Ozeanienmeister (Junioren) – Straßenrennen
- Ozeanienmeisterschaften (Junioren) – Einzelzeitfahren
- Nachwuchswertung Watersley Junior Challenge
- E3 Harelbeke (Junioren)

2023
- Junioren-Weltmeister – Einzelzeitfahren
- Australischer Meister (Junioren) – Einzelzeitfahren
- Gesamtwertung und eine Etappe Watersley Junior Challenge
- Punktewertung SPIE Internationale Junioren Driedaagse